# Louise Fischer (Schauspielerin)
Louise Fischer (vor 1900 – nach 1902) war eine Theaterschauspielerin.

## Leben
Fischer wirkte am Münchener Schauspielhaus. Sie war davor langjähriges Mitglied des Hof- und Nationaltheaters. Ihre Rollen waren unter anderem „Emma Winter“ im Vermächtnis, „Dombronowska“ im Fall Clemenceau, „Weskalnene“ in Johannisfeuer, „Frau Janikow“, „Frau Hockenjos“ etc. Sie galt allgemein als eine tüchtige, verlässliche Darstellerin.